# ToeJam & Earl in Panic on Funkotron
ToeJam & Earl in Panic on Funkotron — видеоигра в жанре платформер, разработанная студией Johnson Voorsanger Productions и выпущенная компанией Sega в 1993 году для приставки Mega Drive; является сиквелом игры ToeJam & Earl, изданной в 1991 году. Игра описывает похождения двух инопланетных героев, ТойДжема и Эрла, которые в первой части были вынуждены совершить аварийную посадку на Землю, но затем благополучно оттуда сбежали. По возвращении на родную планету Фанкатрон оказалось, что на космический корабль проникли некоторые зловредные земляне, которые теперь в качестве мести собираются привести эту планету к разрушению. В обязанности игрока входит охота на землян, запечатывание их в банки и депортация обратно на Землю.
Платформенный формат игры резко отличается от оригинальной ToeJam & Earl, в которой приходилось заниматься поиском сокровищ на генерируемых случайным образом уровнях. Игра удостоилась в основном положительных отзывов, критики хвалили графику, саундтрек, плавную анимацию и возможность играть вдвоём. Коммерческий успех также был достигнут, однако некоторые фанаты были расстроены и разочарованы существенным изменением игрового процесса. В 2007 году игра стала доступной для скачивания через сервис Virtual Console приставки Nintendo Wii. С 2010 года игра доступна в составе сборника SEGA Mega Drive and Genesis Classics для платформ Linux, macOS, Windows, с 2018 — PlayStation 4, Xbox One и Nintendo Switch.

## Сюжет и игровой процесс
В предыдущей части ТойДжем и Эрл потерпели крушение на планете Земля, после чего были вынуждены искать способ с неё убраться. В итоге им удалось это сделать, но на космический корабль, транспортирующий их обратно на Фанкотрон, незаметно пробрались некоторые враждебно настроенные земляне, с которыми теперь героям и предстоит бороться. Кроме того, побочная сюжетная линия предполагает спасение Ламонта Фанкопотамуса из измерения Фанк, в котором тот спрятался, испугавшись разрушительной деятельности землян. ТойДжем — это красный трёхногий пришелец с большим золотым медальоном на шее и в бейсболке и кедах, в то время как Эрл — толстый оранжевый пришелец в широких шортах и чёрных солнцезащитных очках. Оба одеты в соответствии с урбанистической модой 1990-х.
ToeJam & Earl in Panic on Funkotron представляет собой линейный платформер, основанный на охоте за злыми землянами, среди которых «строители с психопневматическими сверлами, туристы с фотоаппаратами, наши старые знакомые бугимены, стреляющие горохом дети и в меру упитанные барышни с тявкающими пуделями». Процесс охоты включает в себя два этапа: сначала необходимо произвести поиск землян на местности, среди кустов и деревьев и поймать их, заключив в специальные банки, затем мешок с банками необходимо загрузить в звездолёт. Уровень считается выполненным, если все земляне пойманы и с помощью космического корабля возвращены на Землю. В ходе прохождения могут быть найдены десять секретных объектов, принадлежащих Ламонту Фанкопотамусу, «источнику всего фанка во вселенной». Игрок может использовать получаемые в результате отлова землян очки, покупая на них разнообразные усиливающие предметы, такие как «Funk Scan» или «Funk Move». Возможна также активация «специального зрения», позволяющего легко отыскать спрятанные на уровнях бонусы. Предмет «Funk Move» телепортирует героев в другое место, минуя тем самым врагов и непроходимые преграды. На протяжении всей игры будут постоянно встречаться дополнительные мини-игры.

## Разработка
Игра является сиквелом ToeJam & Earl, которая в свою очередь стала продолжательницей традиций жанра Rogue. После успеха первой части студия Johnson Voorsanger Productions сразу же в 1992 году начала работу над продолжением. На создание основной механики и ключевых элементов разработчики потратили от трёх до четырёх месяцев, за это время была придумана бо́льшая часть игровых зон и территорий, а генерируемые случайным образом уровни, имевшие место в оригинале, были убраны. Первоначальный сюжет предполагал, что ТойДжем и Эрл отправились на Землю, чтобы организовать рэп-концерт и найти потерянные в ходе первого путешествия компакт-диски — такое развитие событий позволяло сохранить традиционный принцип охоты за сокровищами. По договорённости Джонсона и Вурсэнджера в игру должно было быть добавлено большое количество секретных предметов, а отказ от случайно генерируемых уровней должен был дать возможность спрятать эти предметы как можно лучше. В разработке было задействовано большее число работников, чем при создании первой части, и релиз планировался уже к Рождеству 1992 года под названием ToeJam & Earl 2. Sega, тем не менее, отнеслась к новому проекту со скептицизмом и вынудила авторов коренным образом изменить общий игровой процесс. Возросший по сравнению с первой частью объём картриджа позволил применить лучшую графику. Саундтрек был составлен из замиксованных старых мелодий, качество звучания которых было существенно увеличено.

## Предметы
В игре предметы спрятаны в подарках. Их можно достать разными путями - например, такими, как рытьё в кустах, тряска деревьев, нажимание кнопок, использование монет в автоматах т.д.
Funk — энергия, за счёт которой можно выполнять спец. способности - "funk scan" и "funk move".
Монета — используется в автоматах для получение призов или очков.
Гамбургер\Торт\Мороженое — пополняют здоровье.
Супер-Банка — запечатывает любого землянина с одного попадания.

## Персонажи
Играть можно как одному, так и вдвоём. Оба персонажа кроме внешнего вида и имён, ничем не отличаются.
ToeJam — Красный, худой пришелец. С кепкой на голове, одет в стиле рэпера.
Earl — Оранжевый, толстый пришелец. В солнцезащитных очках, шортах и кедах.
Главное оружие, используемое персонажами — банки, в которые они запечатывают землян, чтобы погрузить на корабль и отправить обратно на Землю. Кроме этого, существуют некоторые специальные способности — специальные атаки и телепортация на несколько шагов вперед.

## Земляне
В игре являются главными врагами, которых нужно запечатывать в специальные банки. Супер-Банка запечатывает с одного попадания.
Девочка — бегает по уровню, при встрече с персонажем пинается. Самый слабый враг в игре.
Бейсболист — темнокожий парень. Также слабый враг, но имеет возможность атаковать на расстоянии (бросается томатами) и уклоняться от банок.
Фотограф — мужчина или женщина, туристы. Одни из самых опасных врагов. Фотографируют персонажа, ослепляя вспышкой и уменьшая его энергию на 25%. При нажатии кнопки «вниз» рядом с фотографом персонаж закрывает глаза, тем самым игнорируя урон.
Дорожный ремонтник — опасный враг, передвигается на отбойном молотке, парализуя персонажа вблизи, если тот находится на земле, и отнимая энергию. Лучший способ победить такого противника — прыгать через него, кидая банки вниз.
Домохозяйка — не атакует, но если напасть на неё, то из кустов (деревьев, колодцев и т. п.) внезапно выпрыгивают пудели.
Пудель — опасный враг. Быстрый, умеет подпрыгивать, укусом уменьшает здоровье на 20-30%, но имеет очень маленький запас своего здоровья. Обычно встречаются стаями от двух-трёх до пяти и шести собак.
Безумная фея — умеет летать, сбрасывает на персонажа веселящий порошок, который на время его останавливает, но не причиняет вреда.
Летающий мальчик — привязан к нескольким воздушным шарикам, за счёт чего и летает. Атакует на расстоянии, стреляя в персонажа из горохострела.
Забастовщик — голый мужчина, прячущийся в картонной коробке. Время от времени выглядывает, произнося речь, весьма силён. Способен прятаться в коробку, которая служит ему защитой от банок. На бегу старается протаранить персонажа корпусом коробки. Также атакует на расстоянии. Один из самых опасных врагов.
Бугимен — опасный враг, атакует вблизи, стараясь подкрасться сзади и напугать. Имеет способность становиться невидимым.
Призрак коровы — летает, способна вселиться в персонажа, отнимая при этом изрядную долю энергии. Так же, как и бугимен, умеет становиться невидимой.
Утка-лётчик — утинообразное существо на летающем ковре, один из самых опасных врагов. Быстро летает над персонажем, пикируя на него и нанося большой урон. Чтобы уклониться от его атаки, нужно нажать кнопку «вниз».

## Отзывы и критика
| Сводный рейтинг    | Сводный рейтинг  |
| Агрегатор          | Оценка           |
| ------------------ | ---------------- |
| GameRankings       | 73 % (4 обзора)  |
| MobyRank           | 83 % (8 обзоров) |
| Иноязычные издания |                  |
| Издание            | Оценка           |
| EGM                | 7/10             |
| Eurogamer          | 6/10             |
| GamePro            | [ 16 ]           |
| GameSpot           | 5/10             |
| IGN                | 7/10             |

По утверждению сайта IGN, игре сопутствовала больша́я популярность, позитивные обзоры и коммерческий успех; сайт GamaSutra также отзывается об игре положительно. Через некоторое время после релиза газета Chicago Tribune назвала её «красиво разработанной игрой», похвалила саундтрек, написанный в стиле Херби Хэнкока, и непринуждённый игровой процесс. Также вынесла позитивный вердикт и газета The Washington Times: «Это одна из забавнейших игр, которые мы когда-либо видели. Графика великолепна, геймплей и управление безупречны». Журнал BusinessWeek отметил, что «Sega знает, что дети считают крутым». Фанаты первой части ToeJam & Earl были, тем не менее, разочарованы и находились в недоумении из-за того, что их любимая игра превратилась в платформер и полностью утратила дух оригинала, с этим фактом впоследствии согласились обозреватели GameSpot и Shacknews.
Игры ToeJam & Earl in Panic on Funkotron и ToeJam & Earl были названы одним из «ключевых эксклюзивных франчайзингов» для приставки Mega Drive. Однако следующая консоль от Сеги, Sega Saturn, в Северной Америке была представлена слабо, и сериал про двух инопланетных друзей оказался забытым. Проект ToeJam & Earl для приставки Nintendo 64 был по неизвестным причинам отменён, но, несмотря на это, в 2002 году всё же была выпущена третья часть, в качестве платформы на сей раз выбрали Xbox. Игра ToeJam & Earl III: Mission to Earth вернулась к концепции первой части, но удостоилась неоднозначных отзывов и полностью провалилась в отношении продаж.